# Begonia urophylla
Begonia urophylla là một loài thực vật có hoa trong họ Thu hải đường. Loài này được Hook. mô tả khoa học đầu tiên năm 1855.

## Hình ảnh

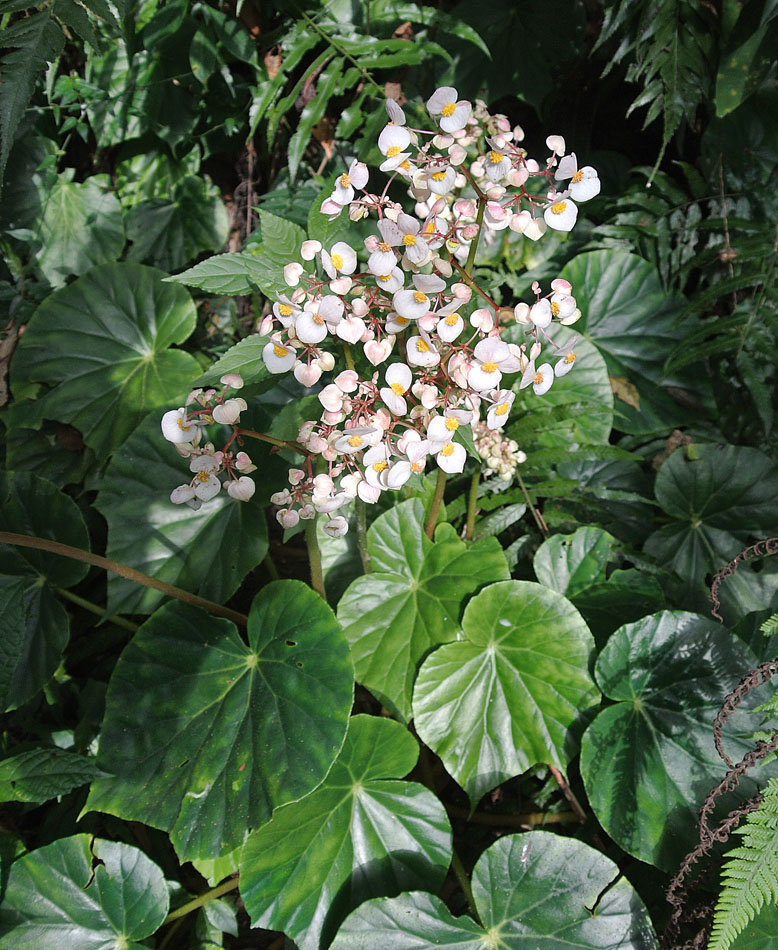
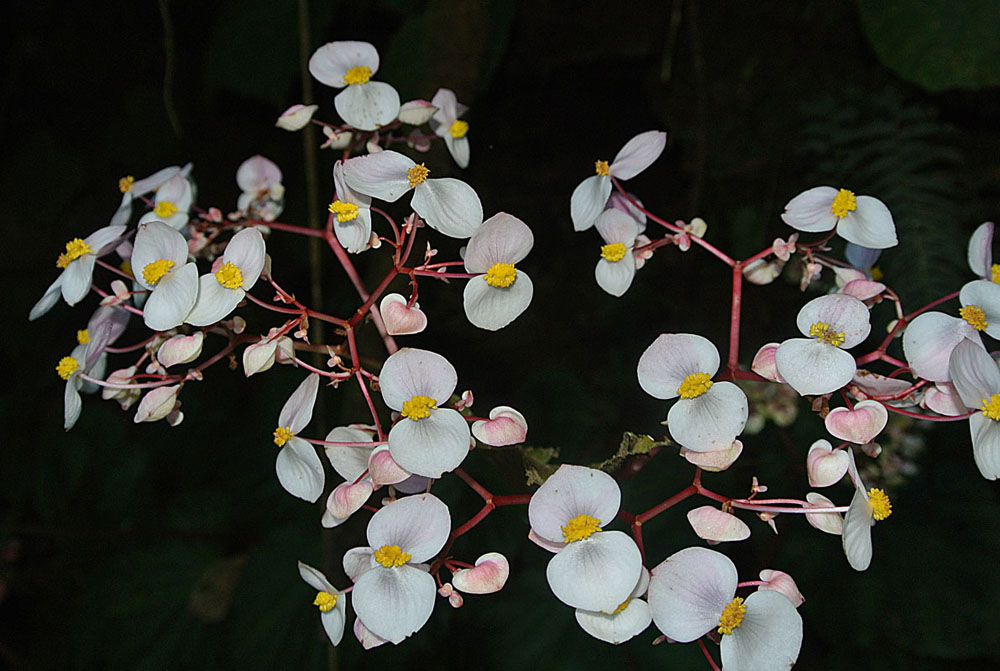